# سردها (سراب)
سردها هي قرية في مقاطعة سراب، إيران. عدد سكان هذه القرية هو 1,230 في سنة 2006.